# 默朗欧贝特河
默朗欧贝特河（法語：Aubette de Meulan，法語發音：[obɛt də mølɑ̃]，意即“默朗的欧贝特河”），或纯音译作欧贝特德默朗河，是法国法蘭西島大區瓦兹河谷省与伊夫林省的河流，是塞纳河的右支流，长20千米，发源自韦克桑地区吉里，于伊夫林地区默朗和阿德里库尔流入塞纳河。“默朗”后缀是为了与另一条欧贝特河（马尼欧贝特河）作区分。